# راسته کنسروسازی (رمان)
راسته کنسروسازی (انگلیسی: Cannery Row) رمانی است از نویسنده برجسته آمریکایی جان اشتاین‌بک که در سال ۱۹۴۵ به چاپ رسید.

## ترجمه به فارسی
این رمان به زبان فارسی ترجمه شده و با مشخصات زیر به چاپ رسیده است:
- ‏راستۀ کنسروسازان، ترجمۀ سیروس طاهباز، تهران: کتابخانۀ ایرانهمر: فرانکلین، ۱۳۴۴.
- ‏راستۀ کنسروسازان، ترجمۀ مهرداد وثوقی، تهران: مروارید، ‏‫‏۱۳۹۲.
- ‏راستۀ کنسروسازان، ترجمۀ مرضیه خسروی، تهران: روزگار، ‏‫۱۳۹۳.
- ‏راستۀ کنسروسازان، ترجمۀ شهرزاد بیات‌موحد، تهران: ناژ، ‏‫۱۳۹۵.
- ‏راستۀ کنسروسازان، ترجمۀ سیده‌نرگس حسینی، قم: رخ مهتاب راتا‏‫، ۱۳۹۲.‬